# Inbraza
Inbraza é um selo musical da gravadora brasileira Som Livre, pertencente a Sony Music. Foi fundada pelos produtores musicais Pablo Bispo, Sérgio Santos e Ruxell.

## História
Em agosto de 2019, a gravadora Som Livre se associou ao Inbraza, selo dedicado ao gênero que leva a assinatura dos Dogz, trio de produtores formado por Pablo Bispo, Sérgio Santos e Ruxell. Também está na parceria a Liga Entretenimento. 
O objetivo do selo é encontrar artistas com diferentes sonoridades e formatos. O primeiro lançamento está marcado para outubro. Os próximos lançamentos serão feitos pela Som Livre em formato de licenciamento. Marcelo Soares, presidente da empresa, exalta a sinergia do projeto com a história da gravadora. “A Som Livre sempre abriu espaço para novos talentos e promoveu o fomento do conteúdo nacional, faz parte do nosso histórico e da nossa missão. A parceria com o Inbraza é exatamente o que a gente gosta e sabe fazer melhor”, avalia.
Além do trio de produtores, completam o time do Inbraza Malu Barbosa (new business e brand experience), Rafael Amorim Abraão (Jurídico) e Marcello Azevedo.

## Lançamento
A Som Livre e a Liga Entretenimento apresentaram seu novo selo de música pop em um evento para convidados no Rio de Janeiro no dia 24 de agosto de 2019
Ruxell abriu a pista com um set dançante de aproximadamente 1 hora misturando diversos estilos musicais. Em seguida, subiram ao palco Ana K, Aya, Blue, Carol Bambo, Dada Yute, Kynnie e Lukinhas, para se apresentaram individualmente em um pocket show com músicas autorais e covers. 

## Artistas
- Ruxell
- Ana K
- Aya
- Blue
- Carol Bambo
- Dada Yute
- Kynnie
- Lukinhas[3]